# ويليام هورن باتل
ويليام هورن باتل هو محامي وقاضي وسياسي أمريكي، ولد في 1802، وتوفي في 1879. انتخب عضو مجلس نواب كارولينا الشمالية ‏.